# Bijuzischki
Bijuzischki (belarussisch Біюцішкі, russisch Биютишки, polnisch Bijuciszki) ist ein Weiler im Barunski Selsawjet, Rajon Aschmjany, Hrodsenskaja Woblasz, Belarus. PLZ: 231123. Der Ort liegt sieben Kilometer nordöstlich von Halschany, östlich der Straße P95. Nördlich des ehemaligen Gutshauses sind mehrere Teiche angelegt. Die litauische Grenze liegt etwa 25 Kilometer westlich, Vilnius 70 Kilometer nordwestlich und Minsk 100 Kilometer südöstlich.

## Geschichte
Der litauische Großhetman Mikołaj Radziwiłł Rudy vergab in der Mitte des 16. Jahrhunderts das Gut Bijuciszki an seinen Sekretär Andreas Volanus. Der Reformator starb dort am 6. Januar 1610. Dorf und Region kamen 1795 mit der dritten polnischen Teilung zum Russischen Kaiserreich und 1920 zur Zweiten Polnischen Republik (Woiwodschaft Wilna). Das Dorf der Gemeinde Holszany hatte 1865 45 Einwohner auf dem Gut der Wojtkiewicz und 17 auf dem Gut Świłówka der Familie Zawadzki. Das alte Herrenhaus war 1865 eine Ruine. Im Zweiten Weltkrieg fielen Ort und Region 1939 an die Weißrussische SSR der Sowjetunion und wurden von 1941 bis 1944 von der deutschen Wehrmacht besetzt.

## Belege
1. ↑  Bijuciszki 1.). In: Filip Sulimierski, Władysław Walewski (Hrsg.): Słownik geograficzny Królestwa Polskiego i innych krajów słowiańskich. Band 1–15, (1880–1902). Walewskiego, Warschau, S. 151 (polnisch, edu.pl). Polnisch.
2. ↑  radzima.org: «Гісторыя Гальшанаў». Belarussisch, abgerufen am 14. August 2024.